# Коричник
Коричник, або Коричний лавр (Cinnamómum) — великий рід вічнозелених рослин родини лаврові (Lauraceae).

## Екологія
У дикому вигляді представники роду ростуть в тропічних областях Південно-Східної Азії та Австралії. Культивується повсюдно.
Коричник — рослина вологого тропічного і субтропічного клімату, що вимагає великої кількості опадів і значної вологості повітря, швидше тіньовитривала, ніж світлолюбна.
Найкраще коричник росте на суглинних і супіщаних ґрунтах.
Коричник розводять посівом насіння, вегетативно, шляхом укорінення в теплиці трав'янистих і напівздеревілих живців, відводками та щепленням методом простої копулировки і окулірування.

## Ботанічний опис
Вічнозелені дерева і чагарники з ароматичними листям і деревиною. Крона у деревоподібних форм кулястої, нерідко неправильної форми. Кора зазвичай розтріскується.
Бруньки за винятком деяких видів, голі, без луски. Листки супротивні, ланцетно-еліптичні, світло-зелені, гладкі, зазвичай шкірясті, з 3 прожилками, або прожилки перисті.
Суцвіття цимозно-волотисті або гроноподібні, в пазухах листків або майже на кінцях гілочок. Квітки дрібні, двостатеві, рідше роздільностатеві; оцвітина проста, складається з короткої трубочки і 6 майже рівних часток. Тичинок 9 або 12, розташованих зазвичай в 3 кола; стамінодій 3, які складають четверте коло; пиляки і парні зв'язники біля основи тичинок розташовані лицьовою стороною всередину квітки у тичинок перших двох кіл і назовні — у тичинок третього кола; пиляки четиригніздові. Зав'язь яйцеподібна, одногніздна, з одною сім'ябрунькою.
Плід — однонасінева костянка, що сидить в чашеподібній розширеній і потовщеній оцвітині, частки якої зазвичай опадають. Насіння без ендосперму.

## Деревина
Деревина без виразного поділу на ядро і заболонь, світло-жовтувата або світло-коричнева, часто з темними смугами або плямами. Річні кільця більш-менш помітні, промені добре помітні на радіальних розпилах.
Судини з простими і сходовими перфораціями. Міжсудинна поровість чергова, пори волокон прості, надзвичайно дрібні. Деревина розсіяноудинна з тенденцією до кільцесудинності. Деревна паренхіма рясна, рідко дуже мізерна, вазіцентрична і зімкнуто-крилоподібна. У тяжах деревної паренхіми є великі клітини, заповнені камедями, слизом або раневими речовинами. Промені змішано-гетерогенні, одно-трирядні.
Деревина ряду видів високо цінується в тропічній та субтропічній Східній Азії.